# Siam Paragon

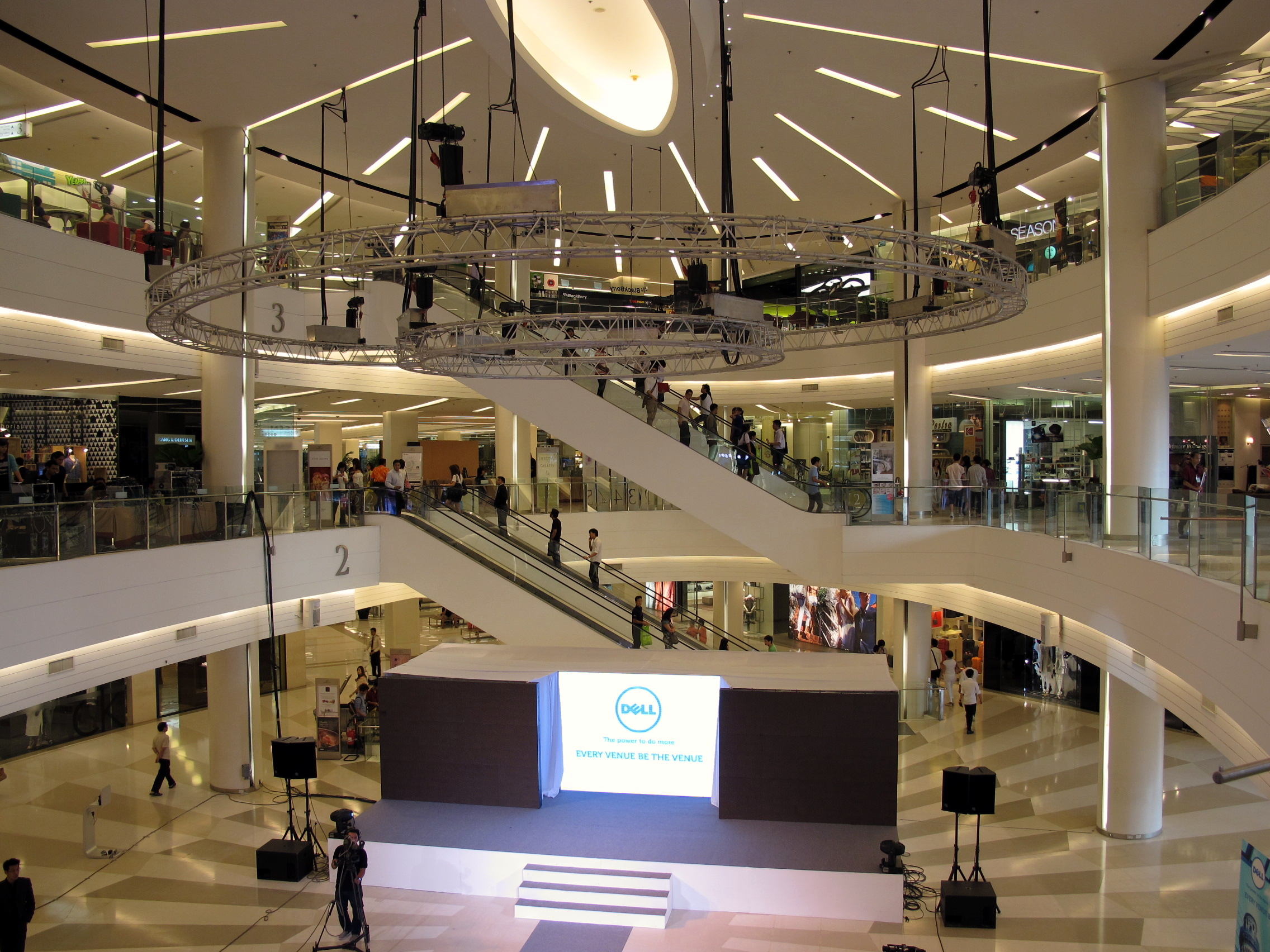
Main Atrium

Siam Paragon (tiếng Thái: สยามพารากอน) là trung tâm thương mại tại Băng Cốc, Thái Lan. Nó là một trong những trung tâm thương mại lớn nhất Thái Lan, cùng với IconSiam, CentralWorld và CentralPlaza WestGate.
Siam Paragon bao gồm nhiều cửa hàng và nhà hàng cũng như rạp phim phức hợp (15 màn hình lớn), thủy cung Sea Life Bangkok Ocean World, một trung tâm hội nghị, triển lãm nghệ thuật Thái, và một hội trường biểu diễn nhạc thính phòng. Ngoài ra còn có sân chơi bowling và khu karaoke. Nó được liên doanh với Siam Piwat, một công ty sở hữu trung tâm thương mại Siam Center/Siam Discovery nằm cạnh bên, và The Mall Group, người sở hữu The Emporium.

## Lịch sử

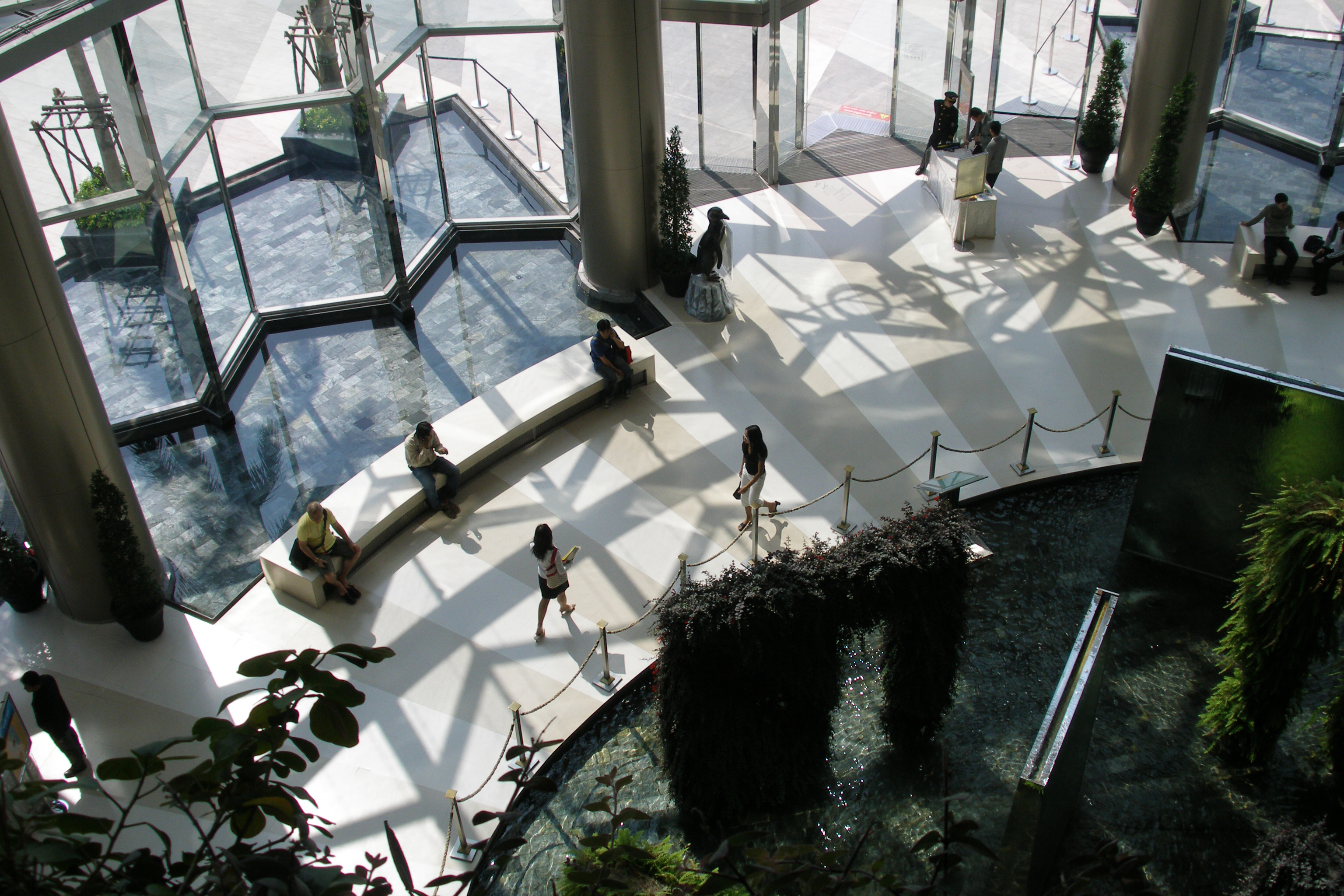
Lối vào

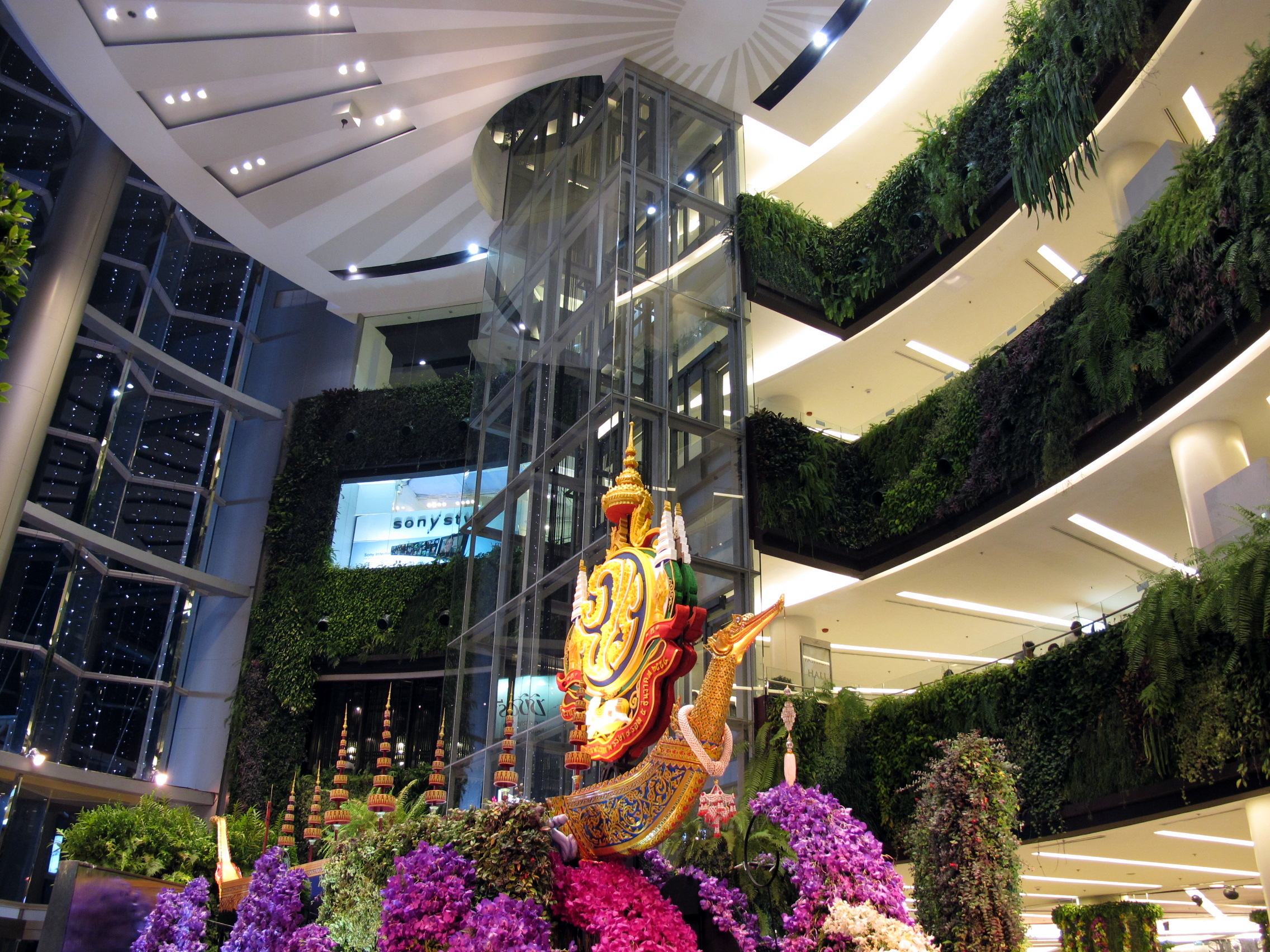
Khu vực trống tại lối vào

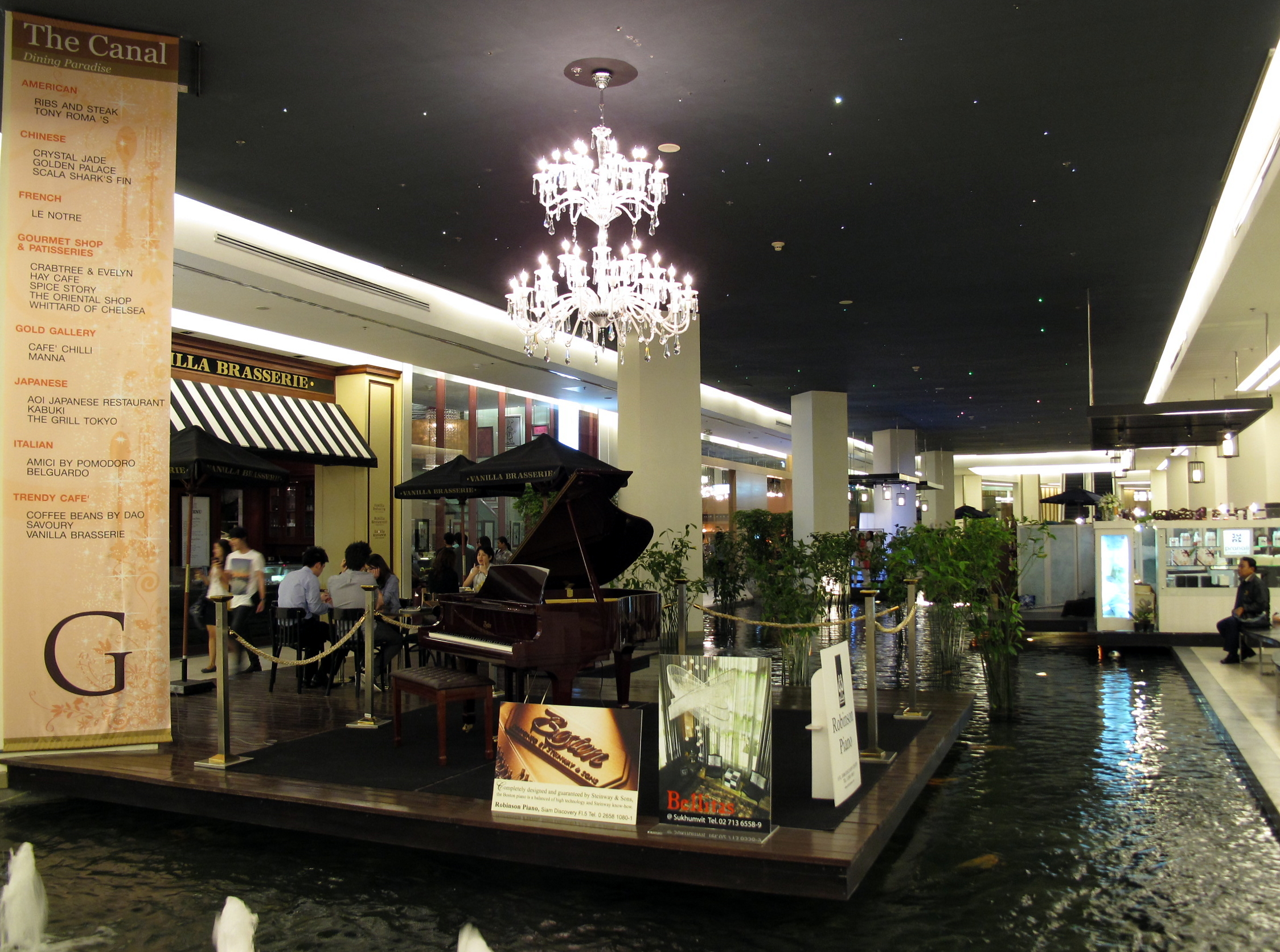
Hồ nước trước khi cải tạo năm 2016

Siam Paragon được xây dựng trên nền Siam Intercontinental Hotel cũ, đã bị phá bỏ vào năm 2002 khi kết thúc hợp đồng. Khu đất được thuê trong 30 năm, là đất của Cục sở hữu bất động sản Crown và đã từng là khuôn viên hoàng gia của Cung điện Sa Pathum. Trung tâm thương mại mở cửa ngày 9 tháng 12 năm 2005 trị giá 15 tỉ baht hoặc 450 tỉ đô, với tổng diện tích 52 rai (8.3 ha).

## Vị trí
Siam Paragon nằm trên đường Rama I tại quận Pathum Wan, nối liền với khu thương mại khác. Cạnh bên là Siam Center và Siam Discovery Center và đối diện Siam Square. MBK Center cũng nằm gần đó. Một cầu đi bộ bên dưới tuyến BTS Skytrain liên kết Siam Paragon đến nút giao Ratchaprasong, nơi CentralWorld, Gaysorn và nhiều trung tâm thương mại, khách sạn nằm tại đó.

### Giao thông
- BTS Skytrain Tuyến Sukhumvit và Silom – ga Siam có cầu đường bộ liên kết với tầng M của Siam Paragon.
- Bãi đỗ xe – 100.000m², chứa khoảng 4.000 xe hơi.

### Cửa hàng

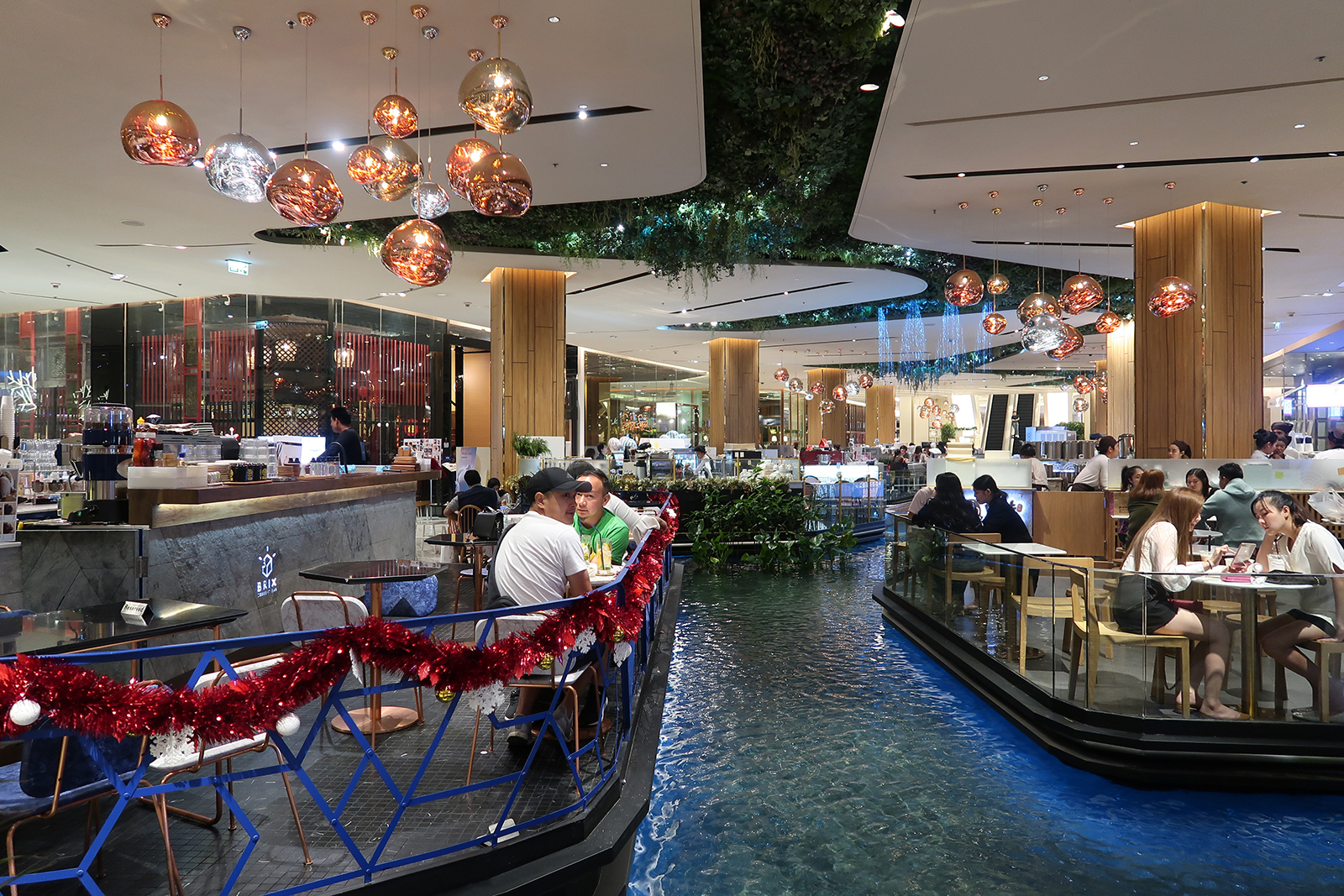
Gourmet Garden tại tầng trệt hoàn thành năm 2017

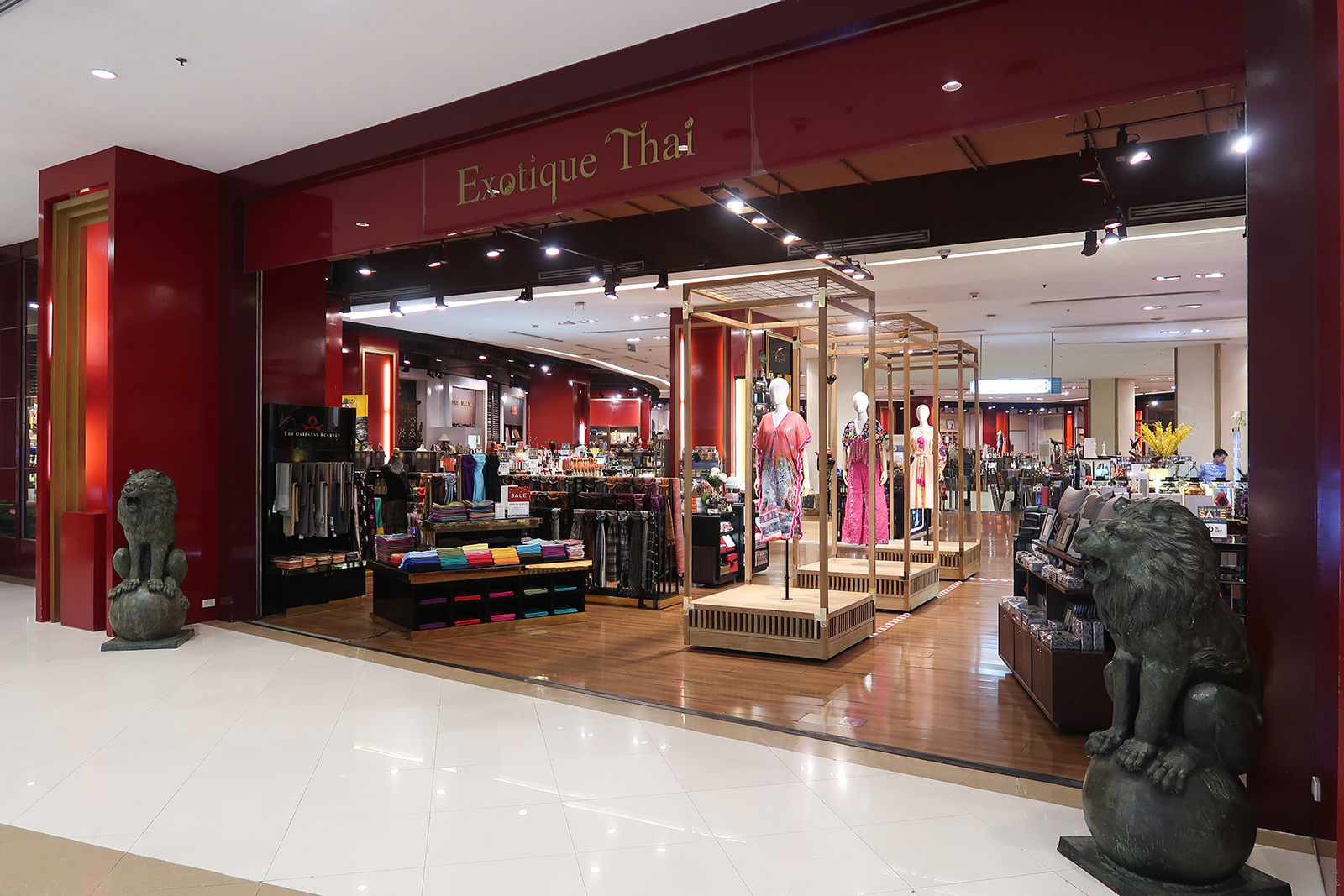
Exotique Thai tại tầng 4

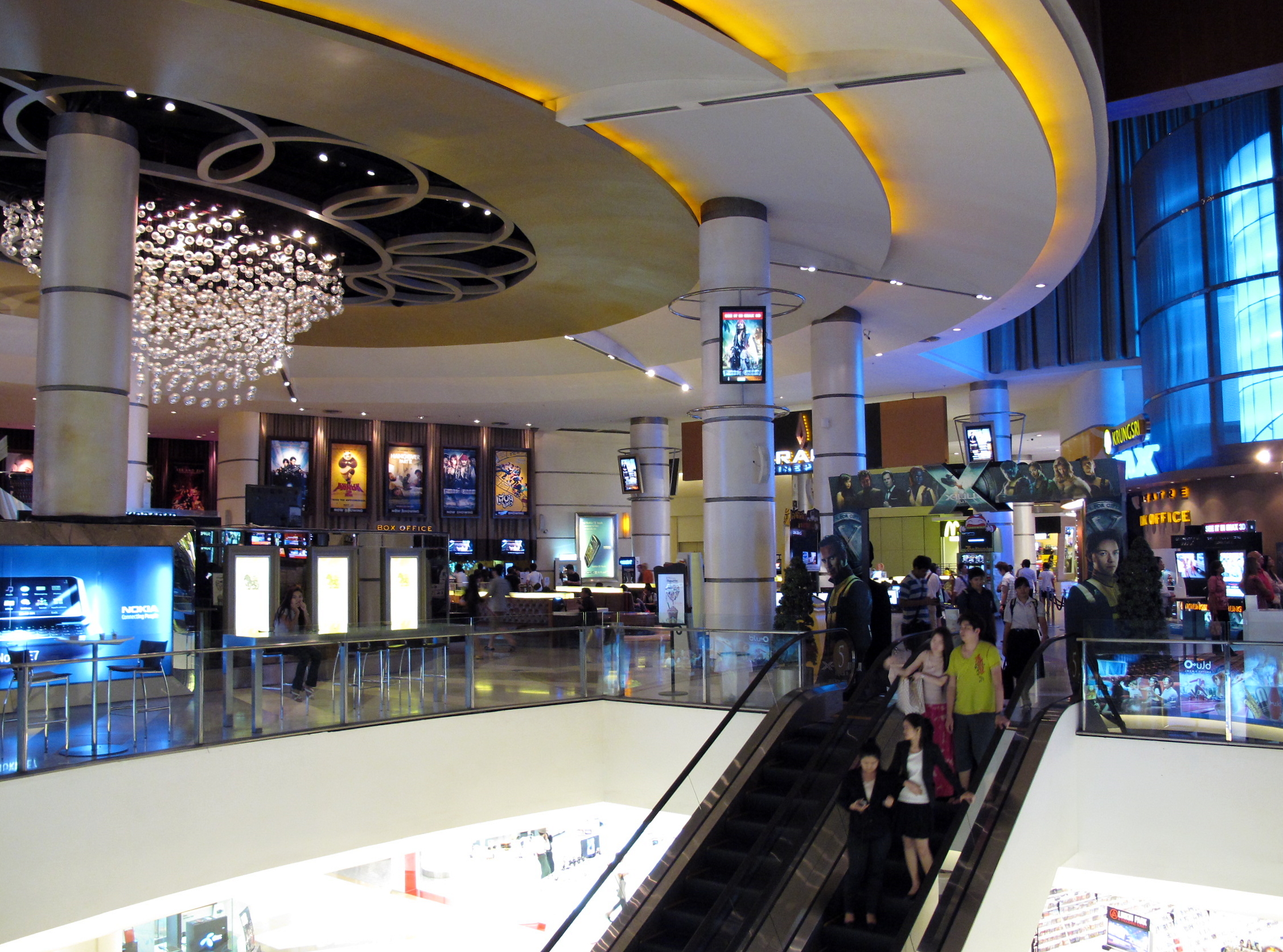
Paragon Cinema tại tầng 5

Cửa hàng bách hóa The Paragon chiếm 50.000m². 40.000m² khác dành cho cửa hàng bán lẻ từ quần áo đến các cửa hàng phụ kiện xe ô tô đắt tiền.

### Nghệ thuật truyền thống Thái
Có một gian hàng nghệ thuật truyền thống Thái cung cấp các loại hàng trang trí từ lụa, ngà voi và đồ cổ.

### Royal Paragon Hall
Royal Paragon Hall là nơi tổ chức sư kiện rộng 12.000 m² với sức chứa 5.000 người phù hợp cho buổi hòa nhạc, hội họp hoặc sự kiện đặc biệt.

### Khách sạn
The Siam Kempinski Hotel và khu căn hộ dịch vụ với diện tích 13 mẫu Anh (53.000 m2) phía sau Siam Paragon.

## Năng lượng

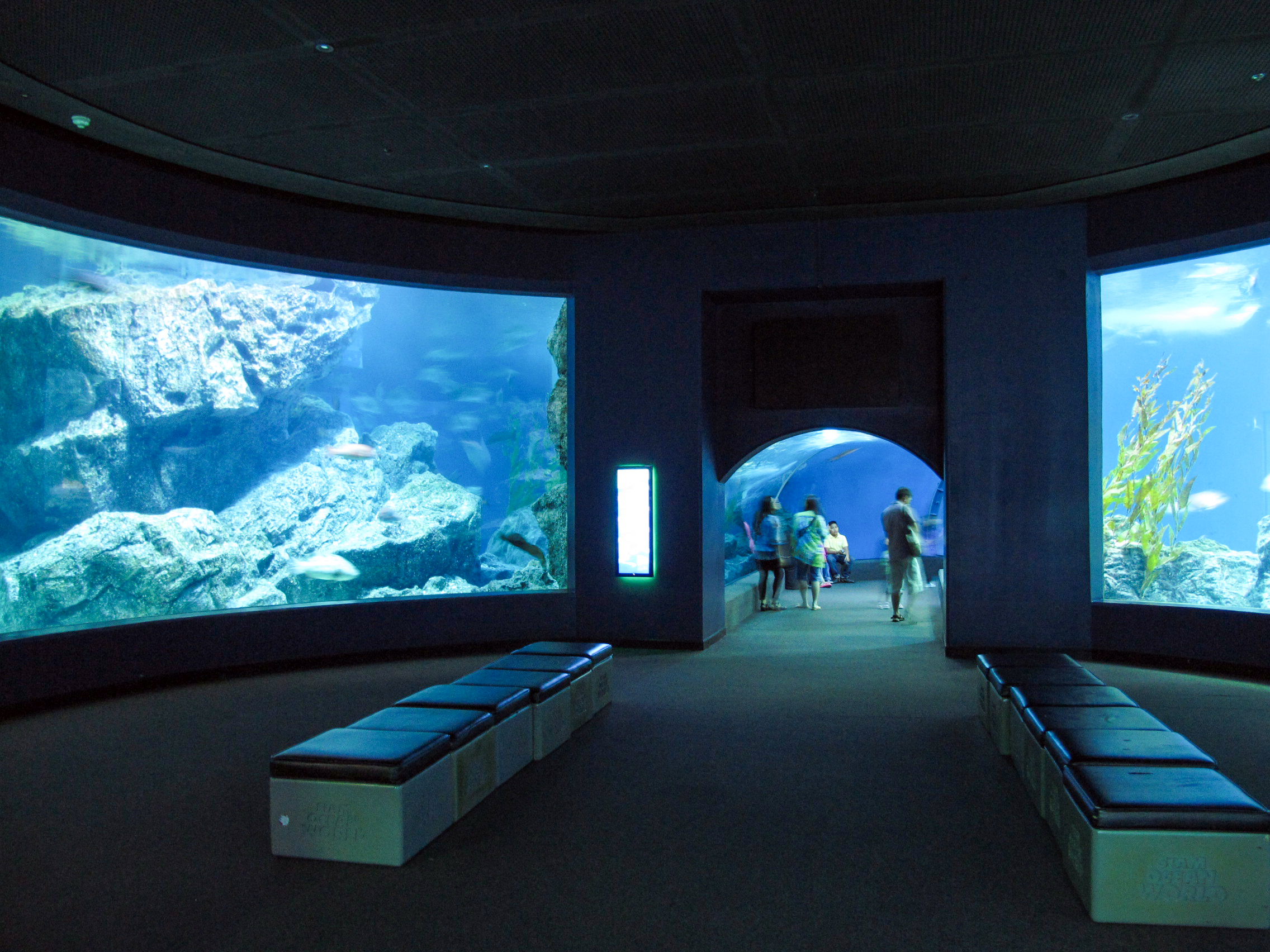
Siam Ocean World

Siam Paragon tiêu thụ khoảng 123 GWh điện mỗi năm (2011). Có thể so sánh với một phần tư triệu dân của tỉnh Mae Hong Son cùng kỳ chỉ sử dụng 65 GWh.

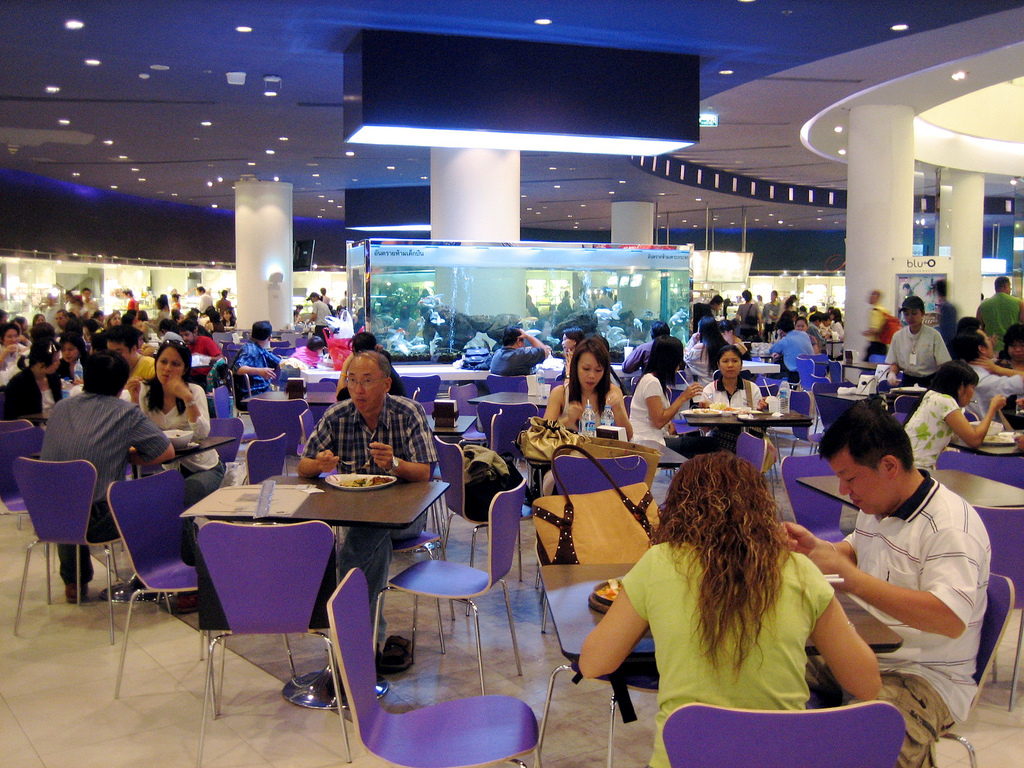
Food Court (2006)
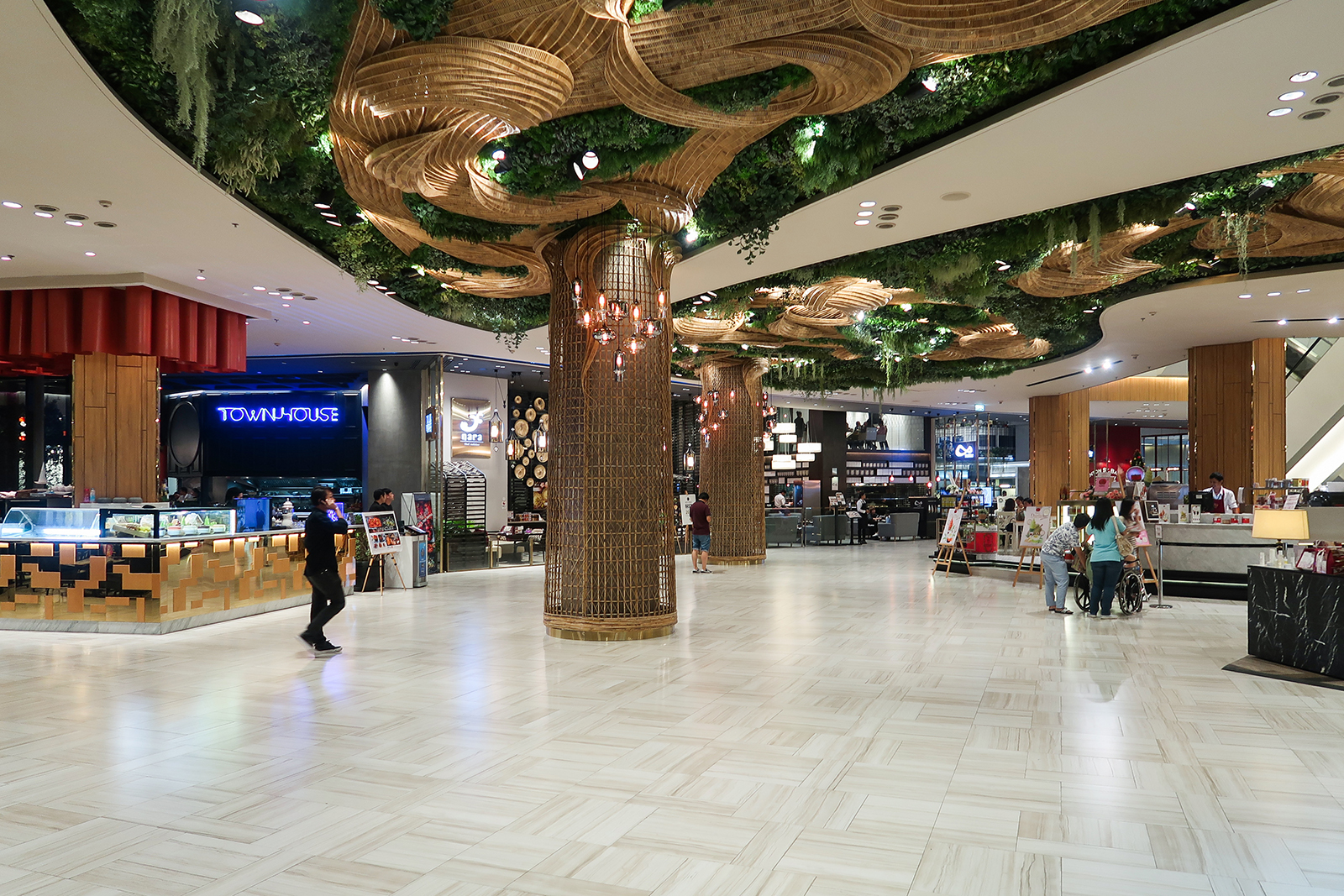
Trần Gourmet Garden thiết kế bởi Korakot Aromdee
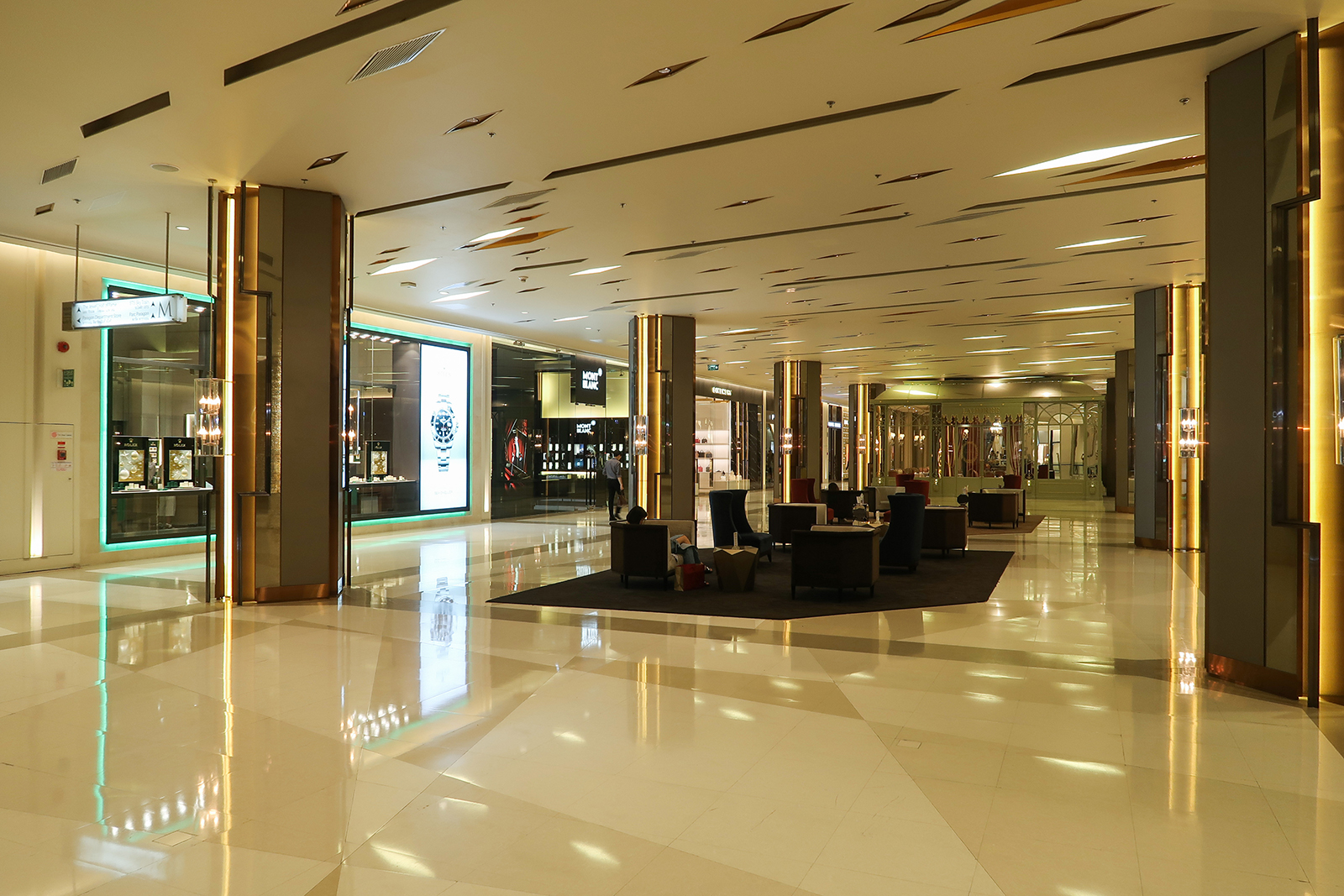
Tầng M
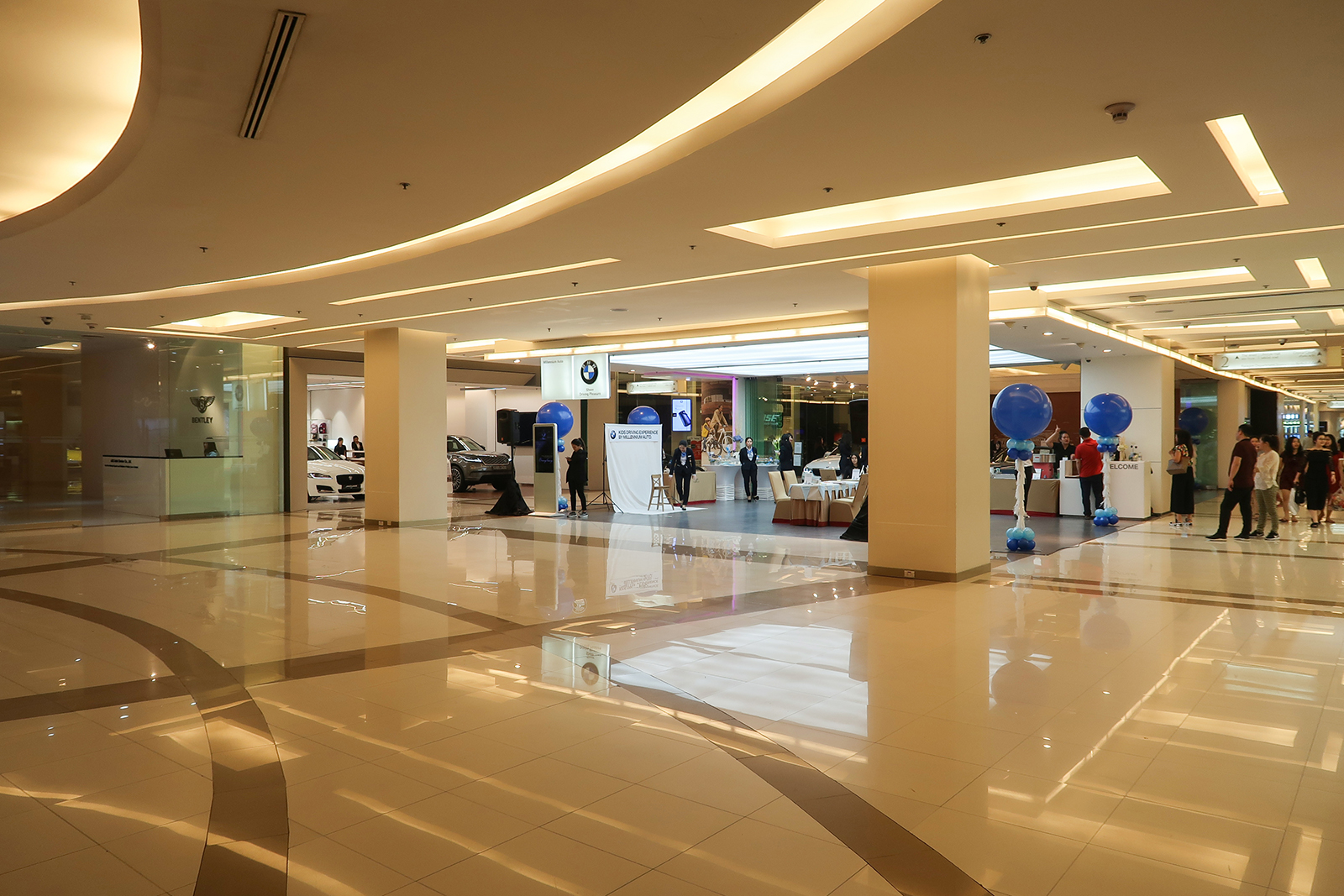
Tầng 2
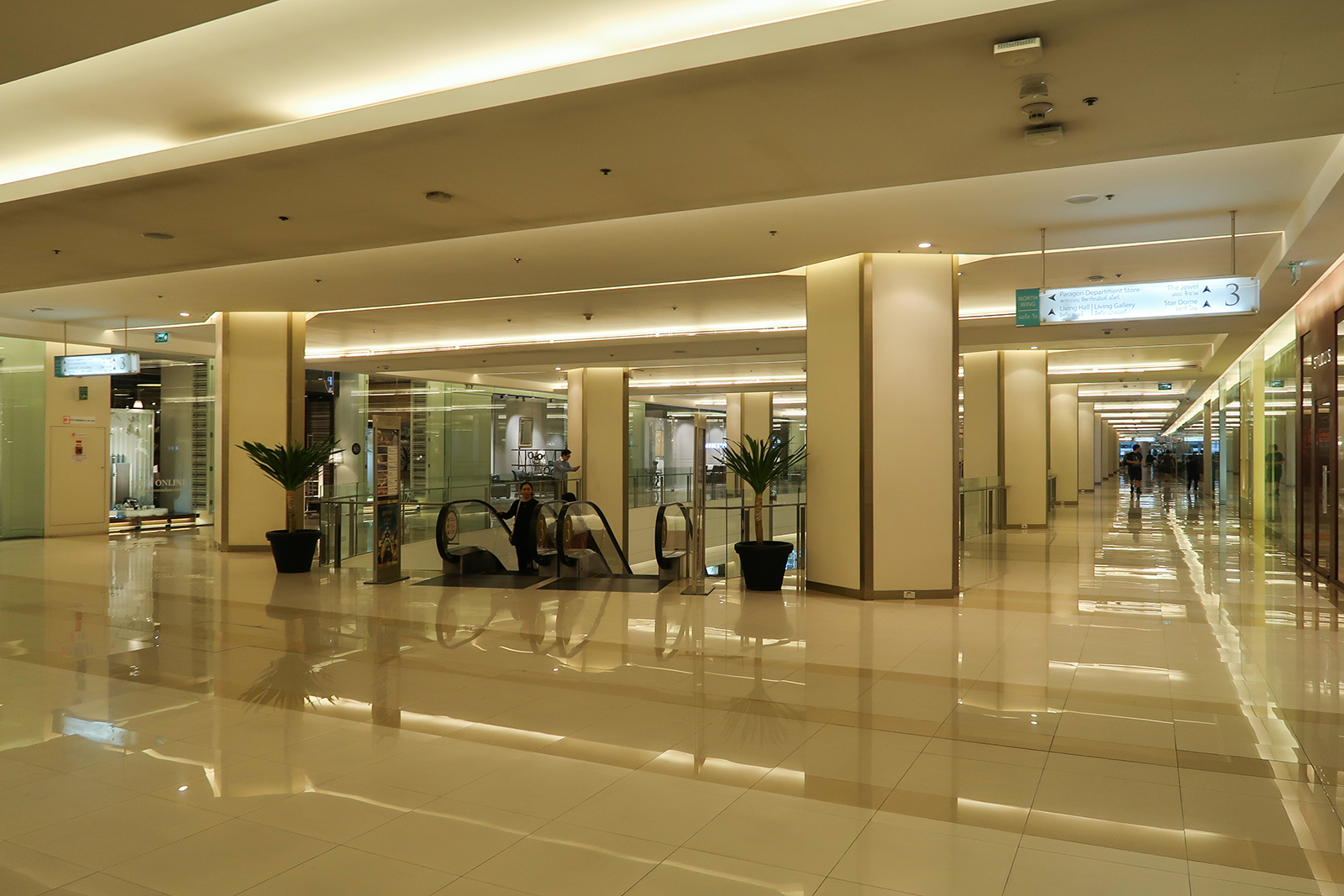
Tầng 3
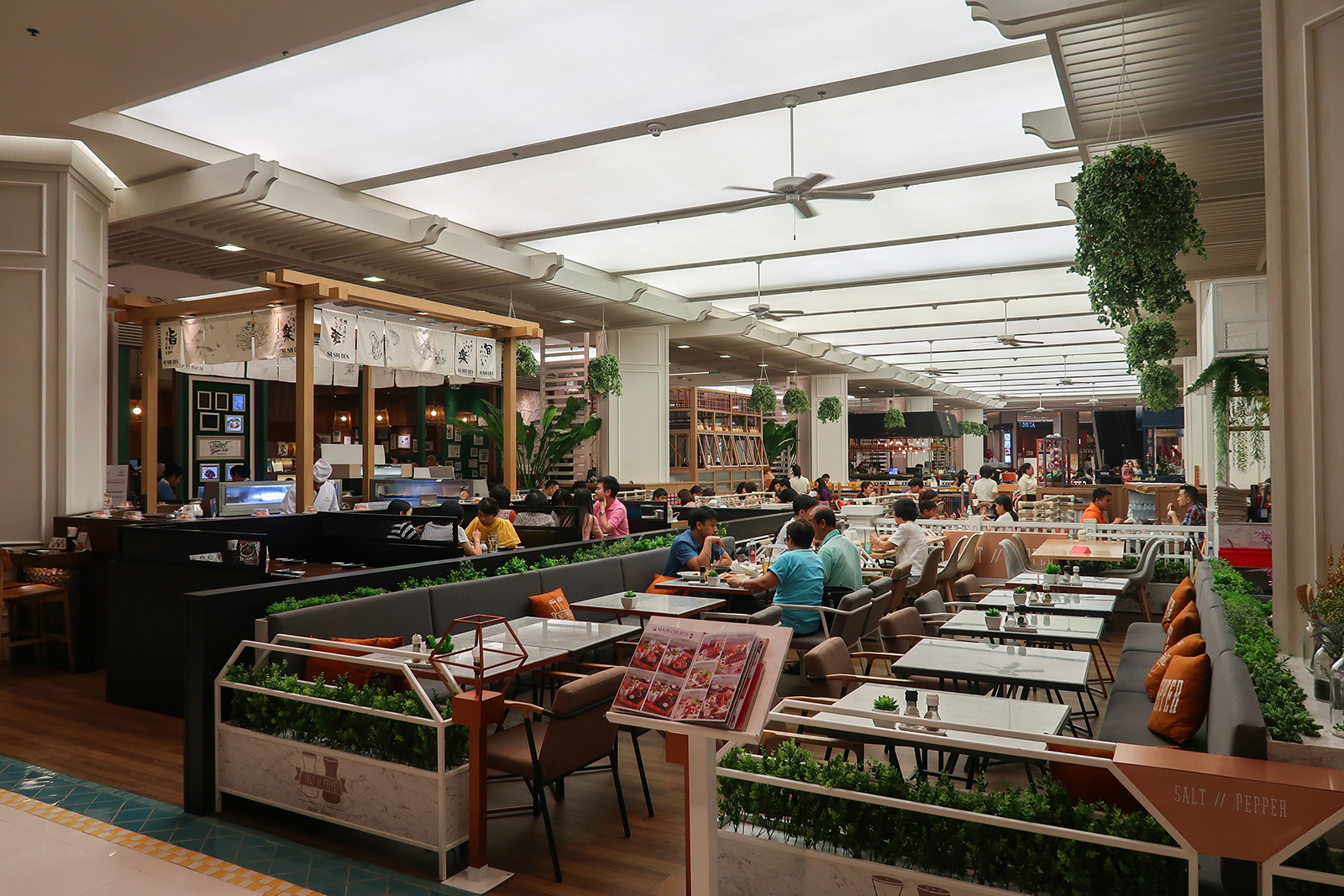
Food Passage tại tầng 4
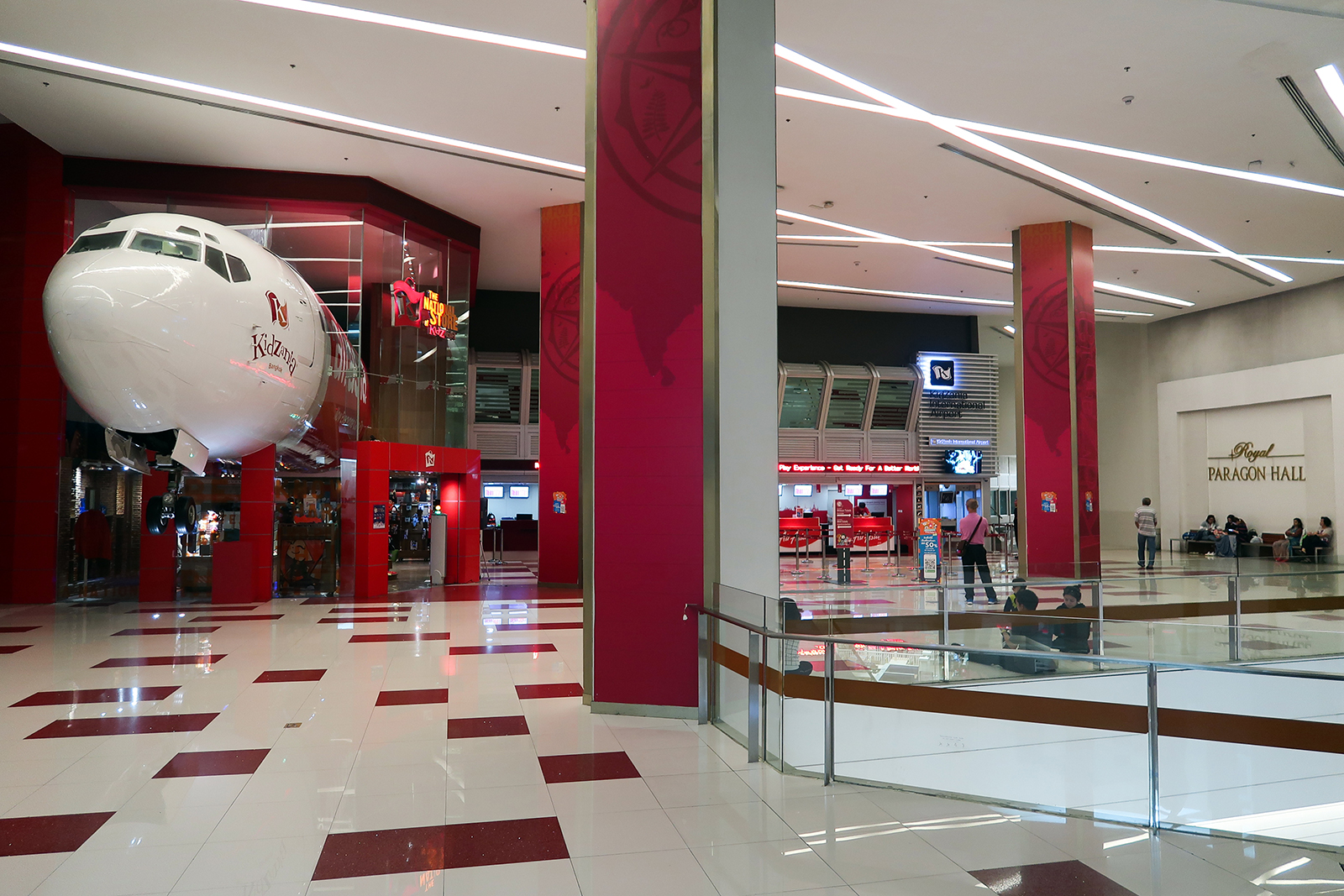
Kidzania tại tầng 5